# Opevnění Českých Budějovic
Opevnění Českých Budějovic začalo vznikat ve 13. století se založením města, které bylo opakovaně napadáno Vítkovci. K dokončení první gotické fáze (hlavní hradba s baštami a branami) došlo kolem roku 1300, ve 14. století následovala nižší parkánová (vnější) hradba a především v 15. století masivní obranné věže. Průběžně docházelo k posilování městských bran, které se v renezanční fázi (16. století) dočkaly barbakánů. Východní a jihovýchodní část města posílila terciární hradba. Opravy hradeb po požáru v 17. století probíhaly zároveň se stavbou barokního opevnění – ravelinů – zapojujícího do obrany města těžké palné zbraně. V 19. století a počátkem 20. docházelo k rozsáhlému bourání gotických věží a bran. To vyvolávalo třenice mezi německou radnicí a Čechy, kteří památky vnímali jako část vlastního kulturního dědictví a jejich demolici považovali za vandalizmus.

## Přírodní bariéry
České Budějovice byly založeny při soutoku řek Vltavy a Malše, které vytvářely přirozenou bariéru ze západní a jihozápadní strany. Mlýnská stoka, chránící město z východu až severu, pravděpodobně v tomto úseku protéká upraveným bočním ramenem Malše, které bylo dále posíleno vodou Dobrovodského a Vráteckého potoka. Jižně od města byl do obranných struktur za vrcholného středověku zapojen i Krumlovský rybník.

## Městské brány
Městské hradby se otevíraly trojicí hlavních bran (Pražskou, Svinenskou a Rožnovskou), menší Rybářskou branou a dále Solní brankou, která nebyla dimenzovaná na průjezd povozů. Vsazeny byly do hlavní (nejstarší a nejvyšší) městské hradby. Vzhled a rozměry těchto bran se od jejich vzniku v důsledku stavebních úprav několikrát změnily. Jejich původní podoba a přesná data založení nejsou známá. Hlavní brány patřily k nejčasněji odstraněným hradebním prvkům, zanikly kolem poloviny 19. století.

### Pražská brána
Uzavírala město ze severu, stála při severním ústí současné Krajinské třídy u Mlýnské stoky, kterou překlenovala padacím mostem. Pravděpodobně existovala již na přelomu 13. a 14. století, první písemná zmínka pochází z roku 1335. Původně 9,5 metrů dlouhá gotická část byla později prodloužena, brána renezančně upravena, doplněna o 45 metrů dlouhý barbakán se samostatnou menší renezanční branou. Předbraní za éry baroka posílily samostatné raveliny.

### Svinenská brána
Umožňovala spojení směrem na Trhové Sviny a Vídeň, stála při západním ústí současné ulice Karla IV. u Mlýnské stoky překlenované padacím mostem. Vznikla patrně koncem 13. století a byla opakovaně přestavována, především z důvodu škod způsobených požáry 1526 a 1641. V období renezance bylo doplněno předbraní s podkovovitým barbakánem a menší branou. Barokní úpravy do ochrany brány zapojily raveliny.

### Rožnovská brána
Spojovala město s Rožnovem (Stradonicemi), Českým Krumlovem a Lincem. Stála na jižním ústí současné ulice Dr. Stejskala na nábřeží Malše, jejíž koryto bylo překlenuto zčásti padacím mostem a zčásti stabilním Zlatým mostem. Vznikla koncem 13. století, ve 14. století prošla přestavbou, v ose průjezdu byla prodloužena a věž výrazně zvýšena. Přestavována byla i v 15. a 16. století. Na jejich přelomu měla podobu mohutného tříposchoďového hranolu. Předbraní získalo v 16. století podobu obloukovitého barbakánu s přístupem po hrázi Krumlovského rybníka. Stavební úpravy podstoupila i v 17. a 18. století, došlo mimo jiné ke snížení a doplnění barokního opevnění k přístupové cestě kolem rybníka.

## Gotické opevnění

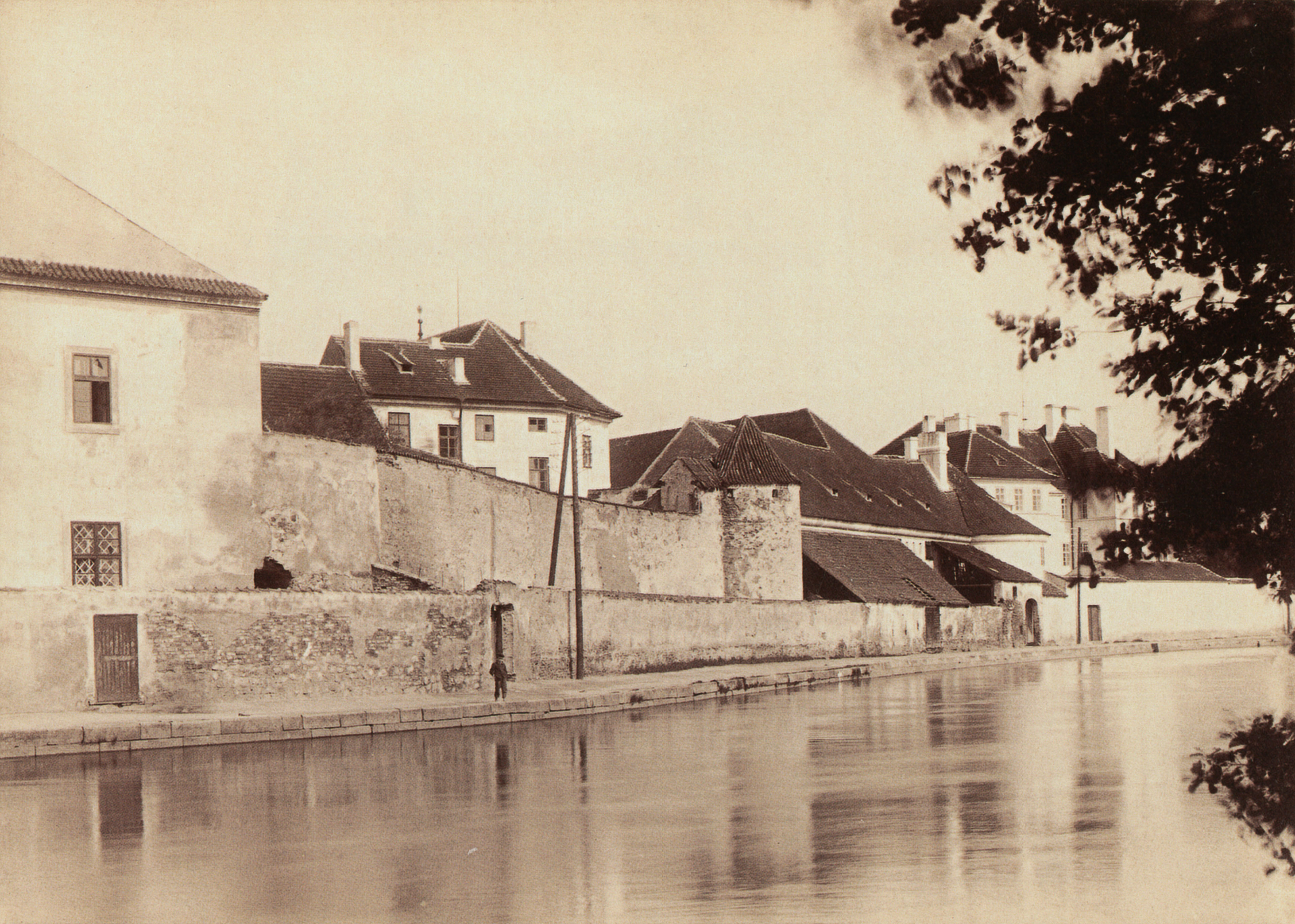
Vysoká hlavní hradba s Klínovitou baštou, před ní mladší parkánová hradba
foto: Johann Rundensteiner, ~1900

Původní gotické opevnění města vznikalo ve třech fázích. Nejprve se vystavěla hlavní hradba zpevněná poloválcovými baštami, následovala nižší parkánová hradba s nižšími otevřenými hranatými baštami a nakonec byly doplněny vysoké (většinou hranolové) hradební věže. Tomuto schématu se vymykalo provedení v oblasti Dominikánského kláštera, kde byl parkán zúžený a bašty jej prakticky vyplňovaly. Šlo například o tzv. Polygonální baštu, hranolovou Pergulu a částečně Klínovitou baštu, z jejíž v zásadě půlkruhové základny vybíhal směrem z města břit, který měl zvyšovat odolnost proti palným zbraním. Ze samostatných věží se vymykal pozdně gotický válcový Rauscher.

### 1. vlna – hlavní hradba
První fáze stavebních prací se týkala výstavby hlavní hradby a bran. Probíhala pravděpodobně od založení města (před rokem 1265) do přelomu 13. a 14. století. V 70. letech 13. století patrně nebyl prstenec hradeb uzavřený, o čemž svědčí opakované nájezdy Vítkovců. Tažení Albrechta I. Habsburského v roce 1304, které se městu vyhnulo, nasvědčuje dokončení hradeb před tímto datem.
Hlavní hradební zeď dosahovala výšky 7 metrů a síly 1,6 metru. Lokálně mohla být vyšší, některé údaje hovoří až o 6 sázích, což odpovídá téměř 11 metrům. Hradbu zpevňovaly poloválcové bašty vystupující směrem ven a ze strany města oploštělé. Je možné, že alespoň některé z těchto bašt nebyly původně směrem k městu uzavřené a k dozdění došlo až během dalších vln stavebních úprav. V některých úsecích dosahovalo rozpětí bašt pouze 30 metrů. V 17. století obsahovala hlavní hradba 28 věží (včetně bran).

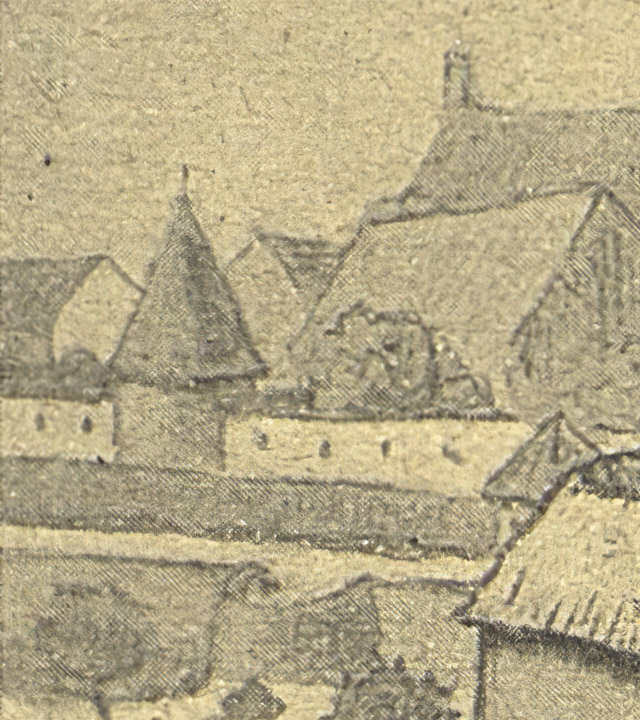
Teuffel
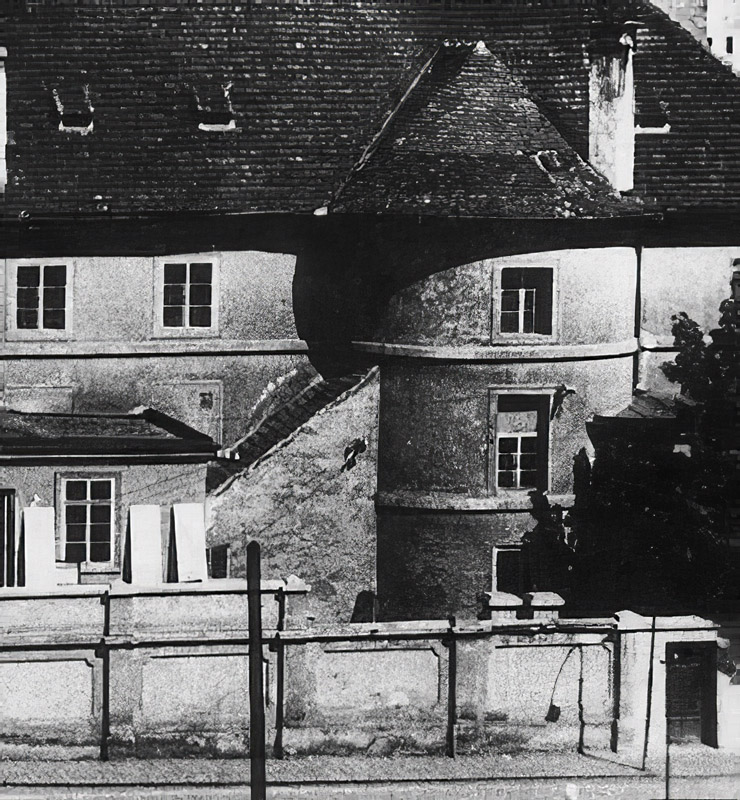
Bílá věž
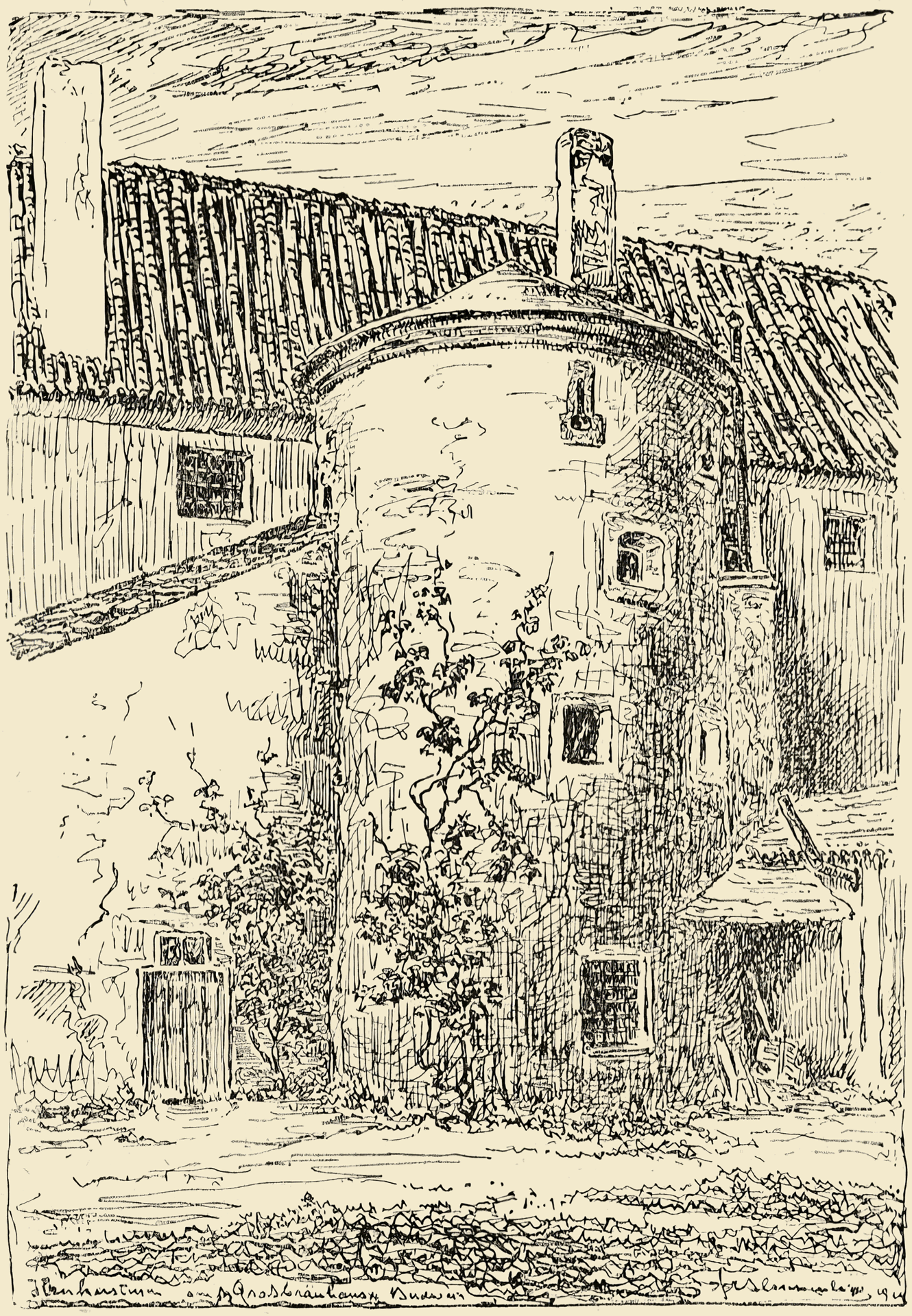
Katovská věž
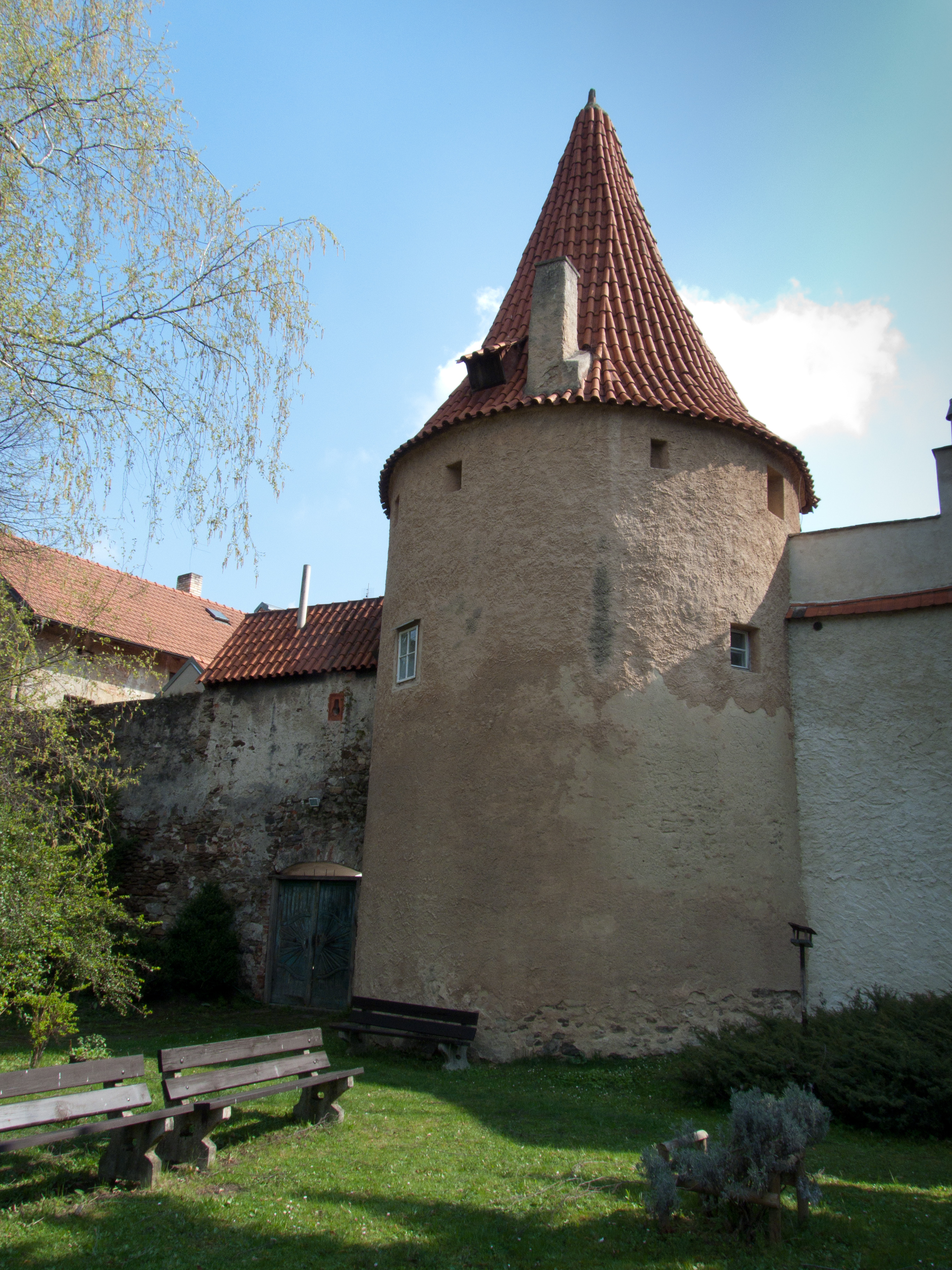
Otakarka
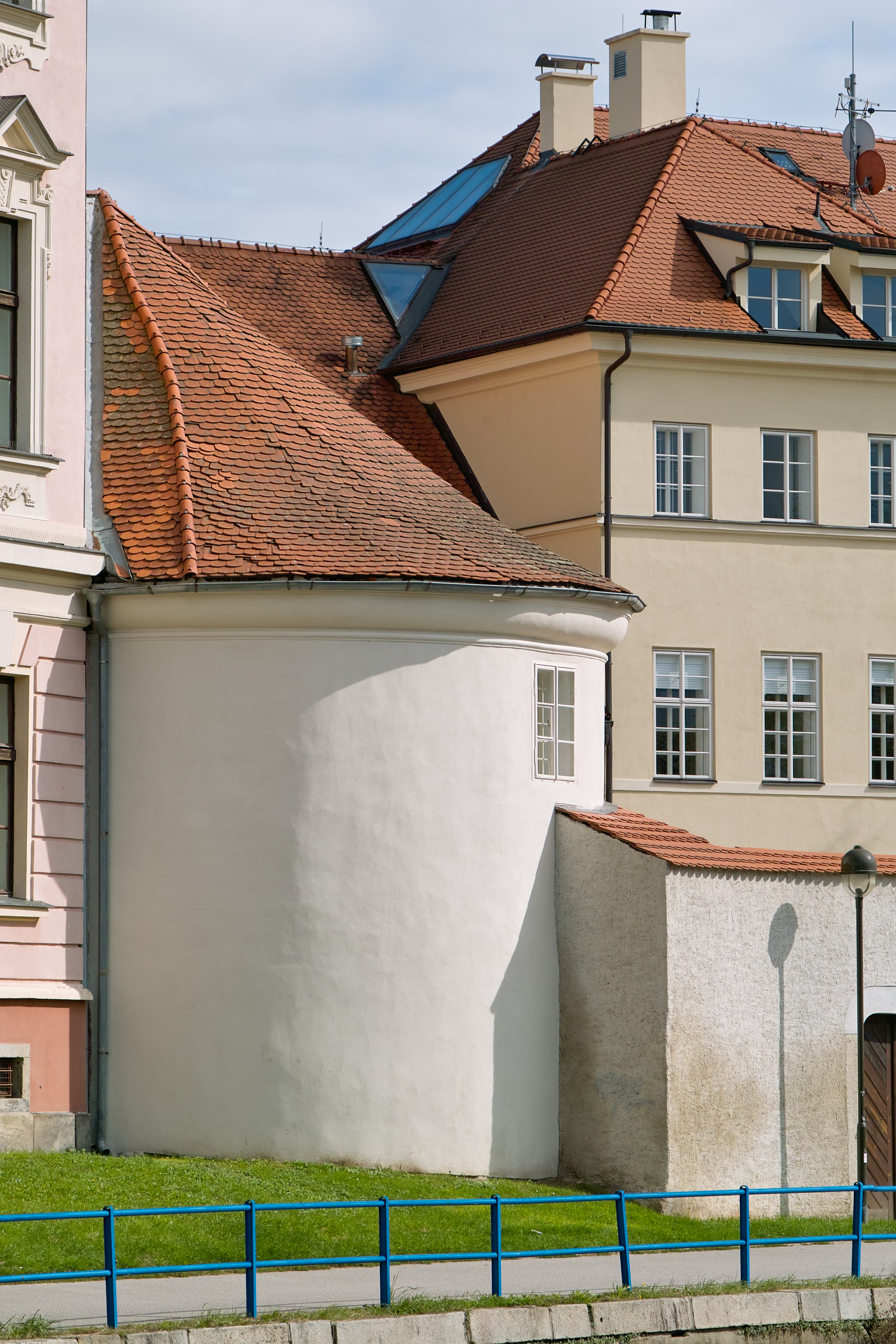
Kruhová bašta
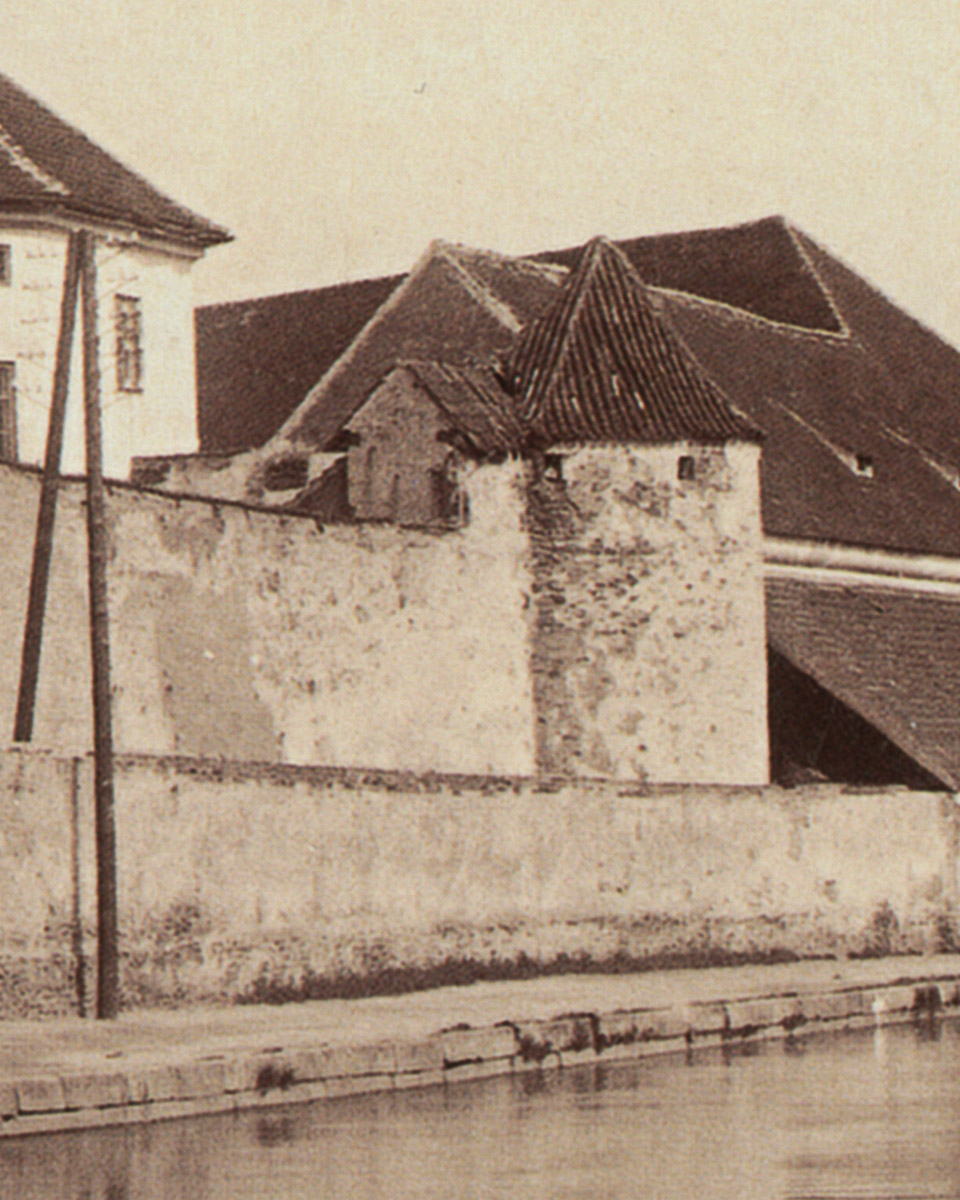
Klínovitá bašta

### 2. vlna – parkánová hradba
Vznik vnější (nižší, parkánové) hradby je obtížné přesně datovat. Písemné prameny uvádějí výdaje na opravy parkánu již v roce 1335, ale dosavadní archeologické průzkumy dokládají ojedinělý nález ze 14. století; většina dokladů spadá do století 15. Parkánová hradba původně dosahovala výšky muže, později byla zvyšovaná. Bašty parkánové hradby byly původně nízké, dovnitř otevřené, čtyřhranné nebo polygonální a nezastřešené. Případného zastřešení, uzavření nebo zvýšení se dočkaly až při pozdějších stavebních úpravách.
Existují nepřímé doklady a indicie, které naznačují, že území uzavřené hradbami bylo původně menší a k jeho rozšíření došlo v severní a severozápadní části města až v letech 1327–1335. Špitální areál u svatého Václava je totiž v roce 1327 uváděn před městem, zatímco v roce 1335 na území města. Následně Jan Lucemburský odpustil městu platby daní; vybrané prostředky byly použity k opravám hradeb.

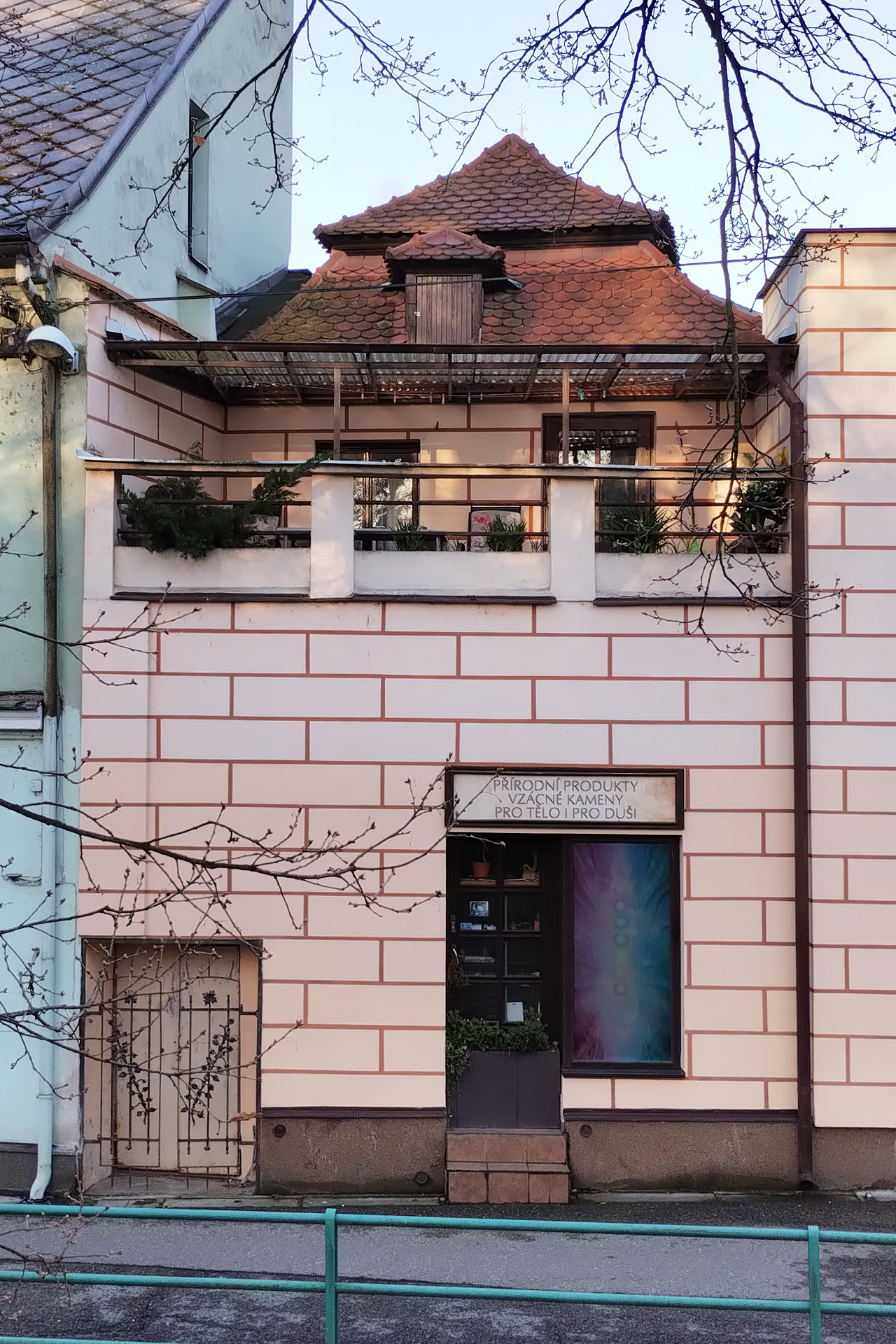
Bašta u Mlýnské stoky
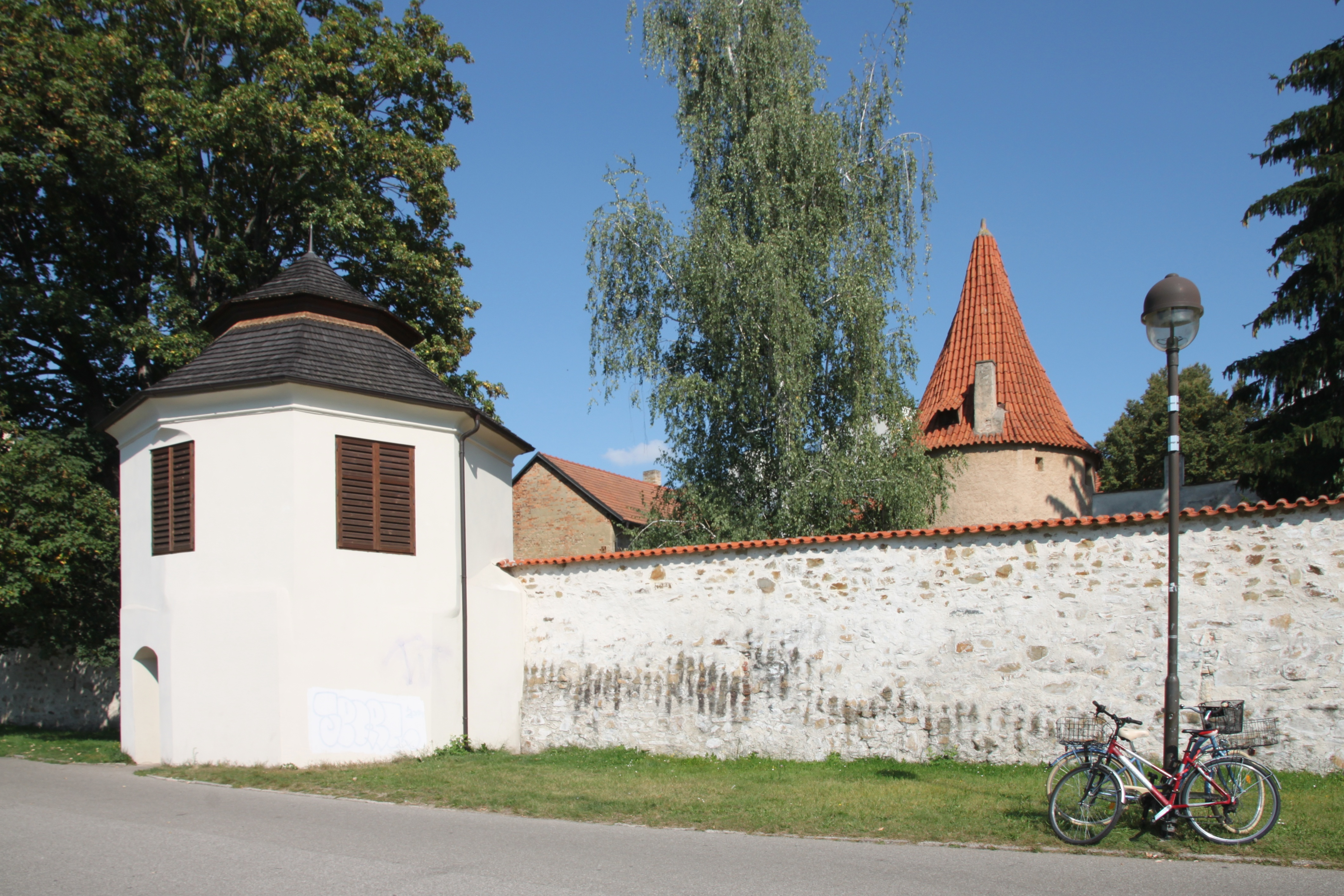
Gloriet a fragment hradby
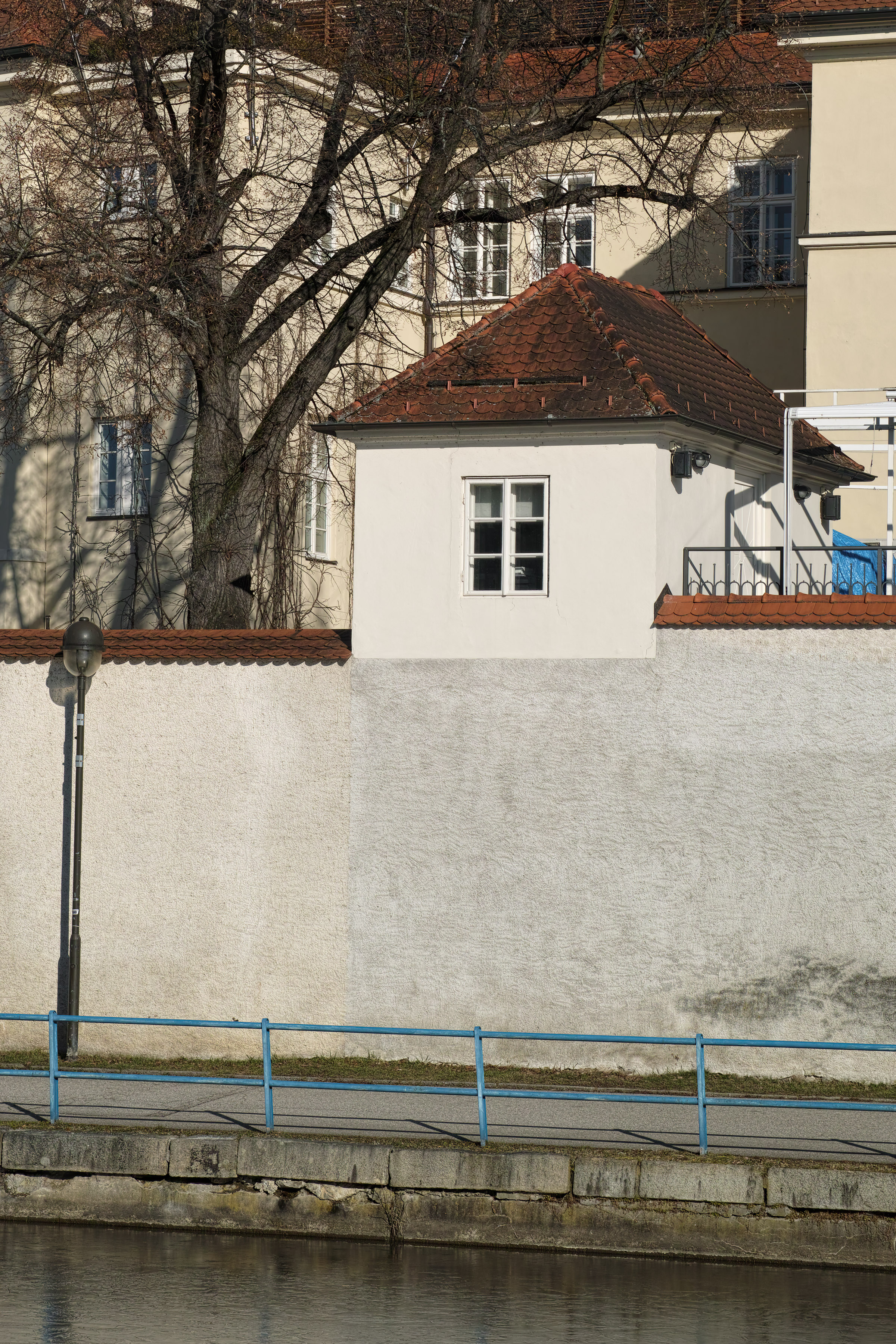
Hranatá bašta
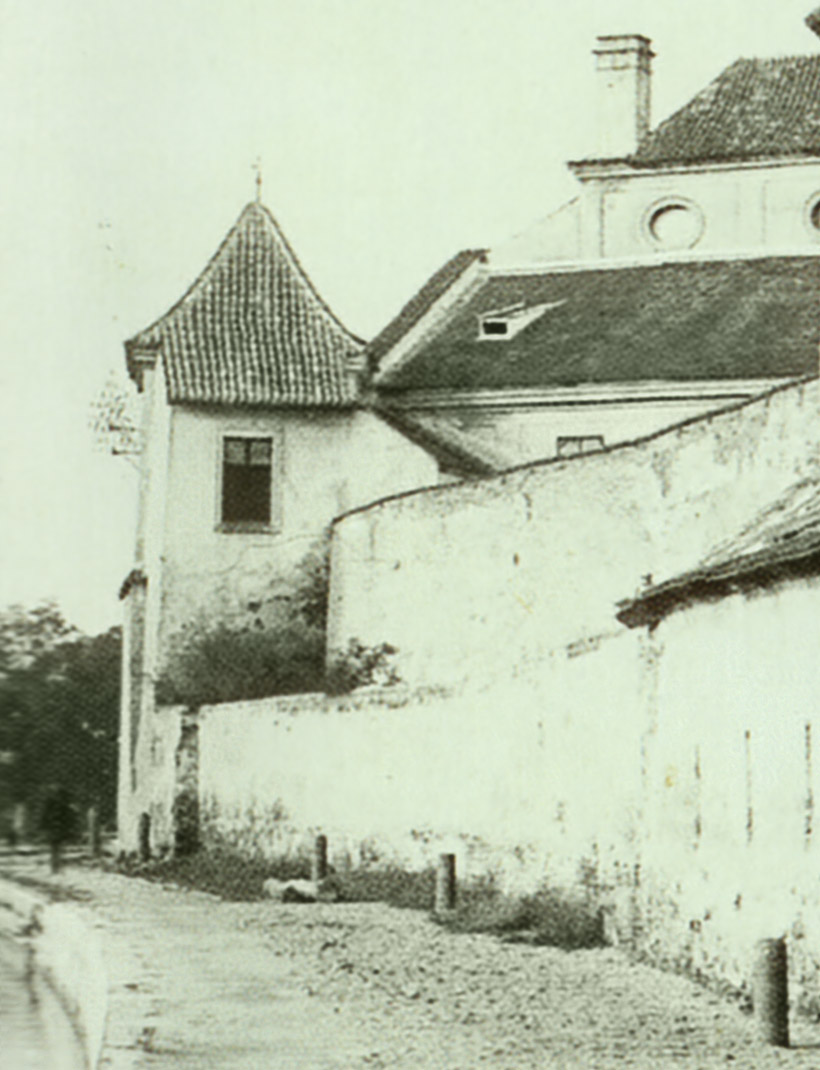
Pergula

### 3. vlna – samostatné věže
Od konce 14. století, patrně v důsledku husitské revoluce, byla obranyschopnost města zvyšována doplněním původních hradebních bašt (zasazených ve zdivu) o vyšší samostatné věže. Ty byly umístěny v parkánu a s výjimkou jediné šlo o hranolové stavby s výškou kolem 20 metrů. Válcová věž Rauscher vznikla jako poslední na konci gotické éry. Nejvyšší ze samostatných věží s 26,7 metry byla Břidlicová věž (Schifferturm).

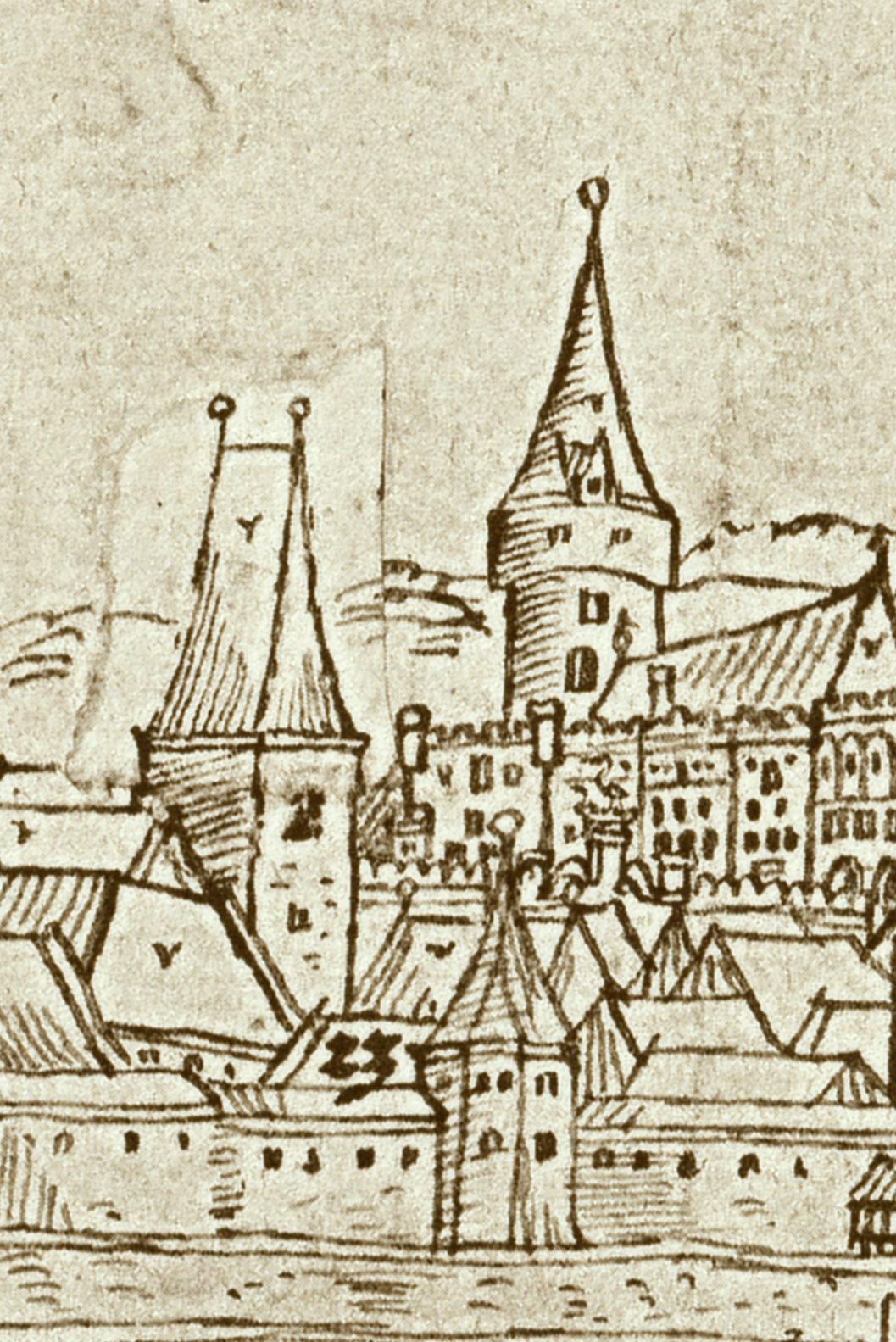
Rauscher
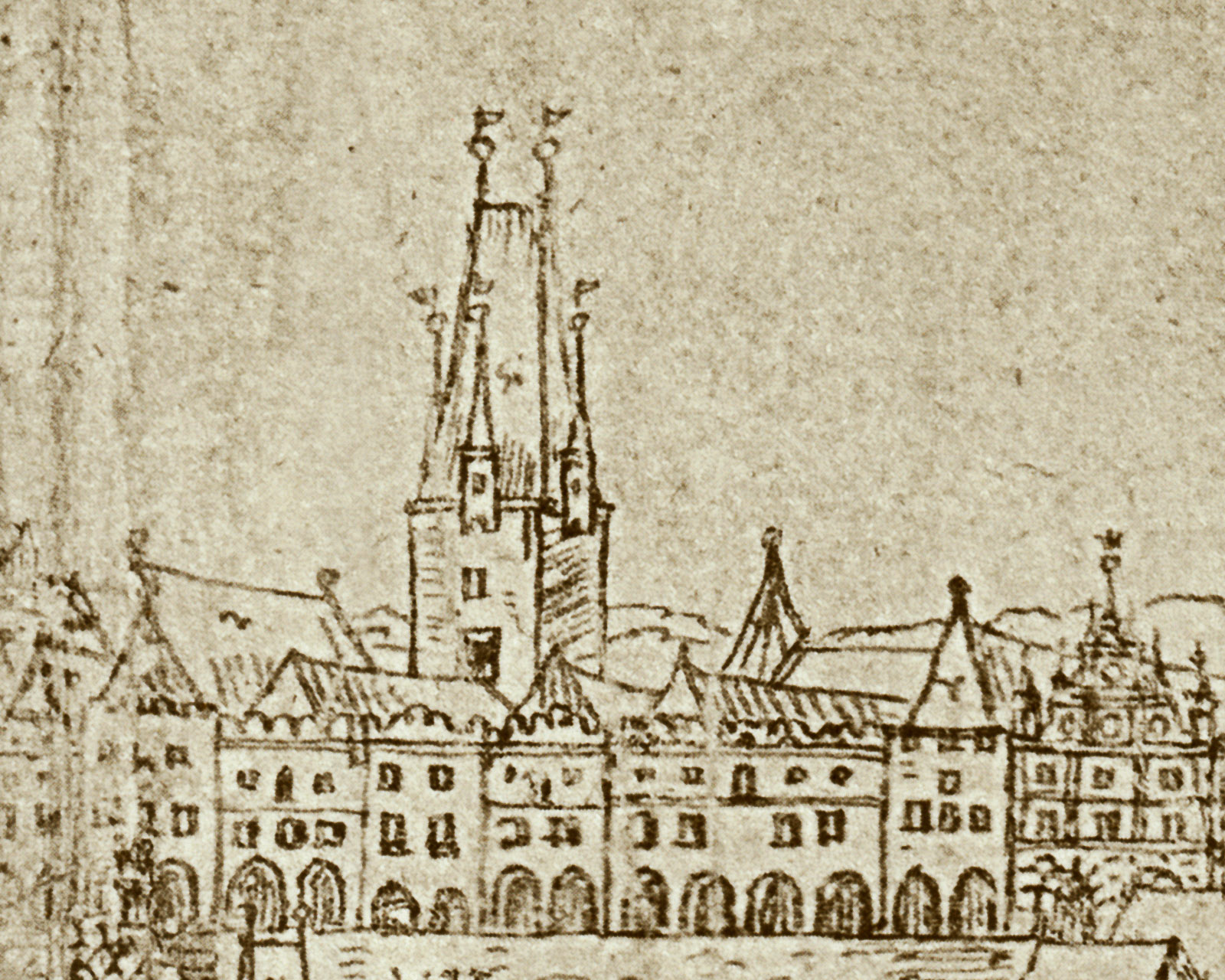
Břidlicová věž
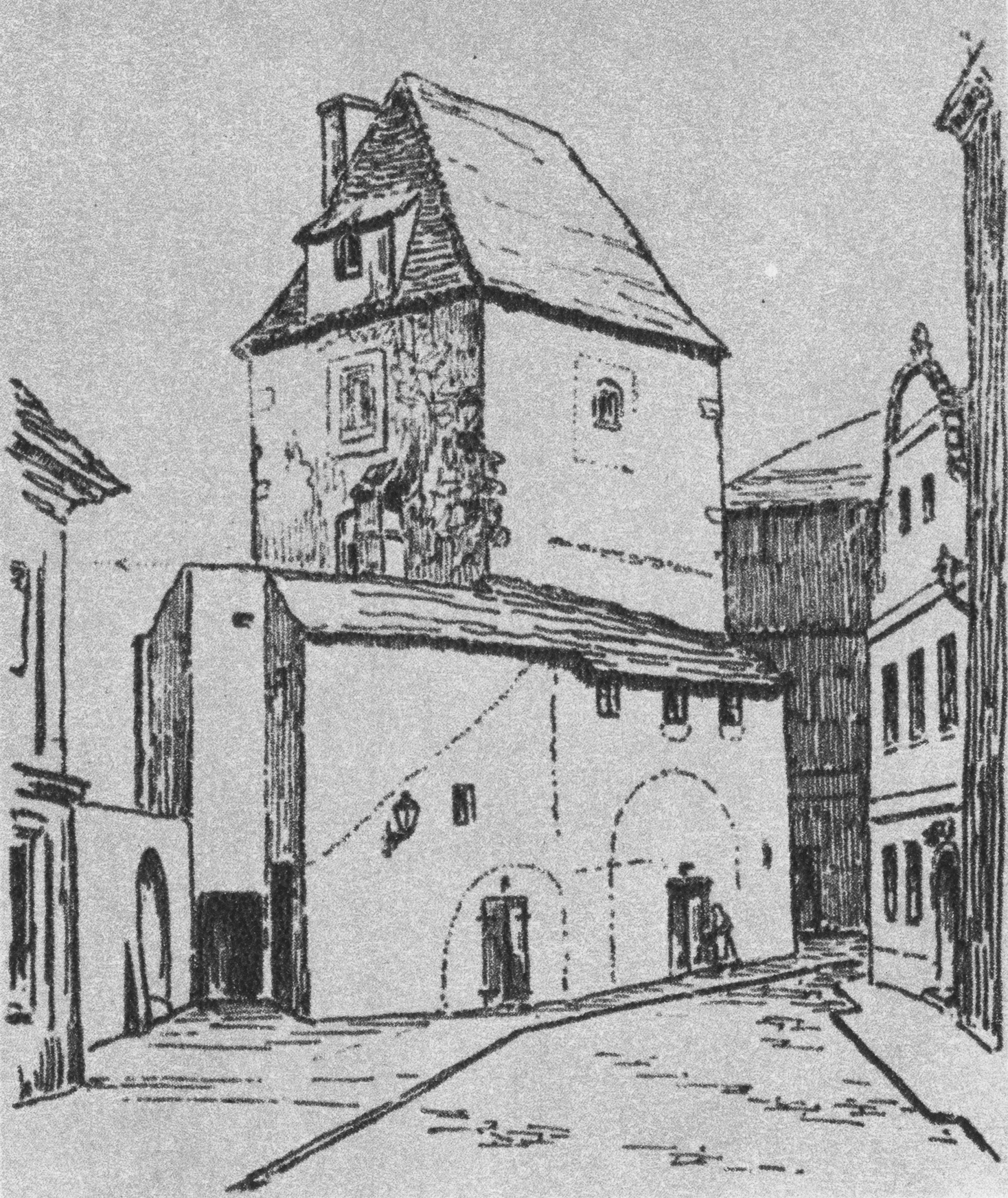
Manda
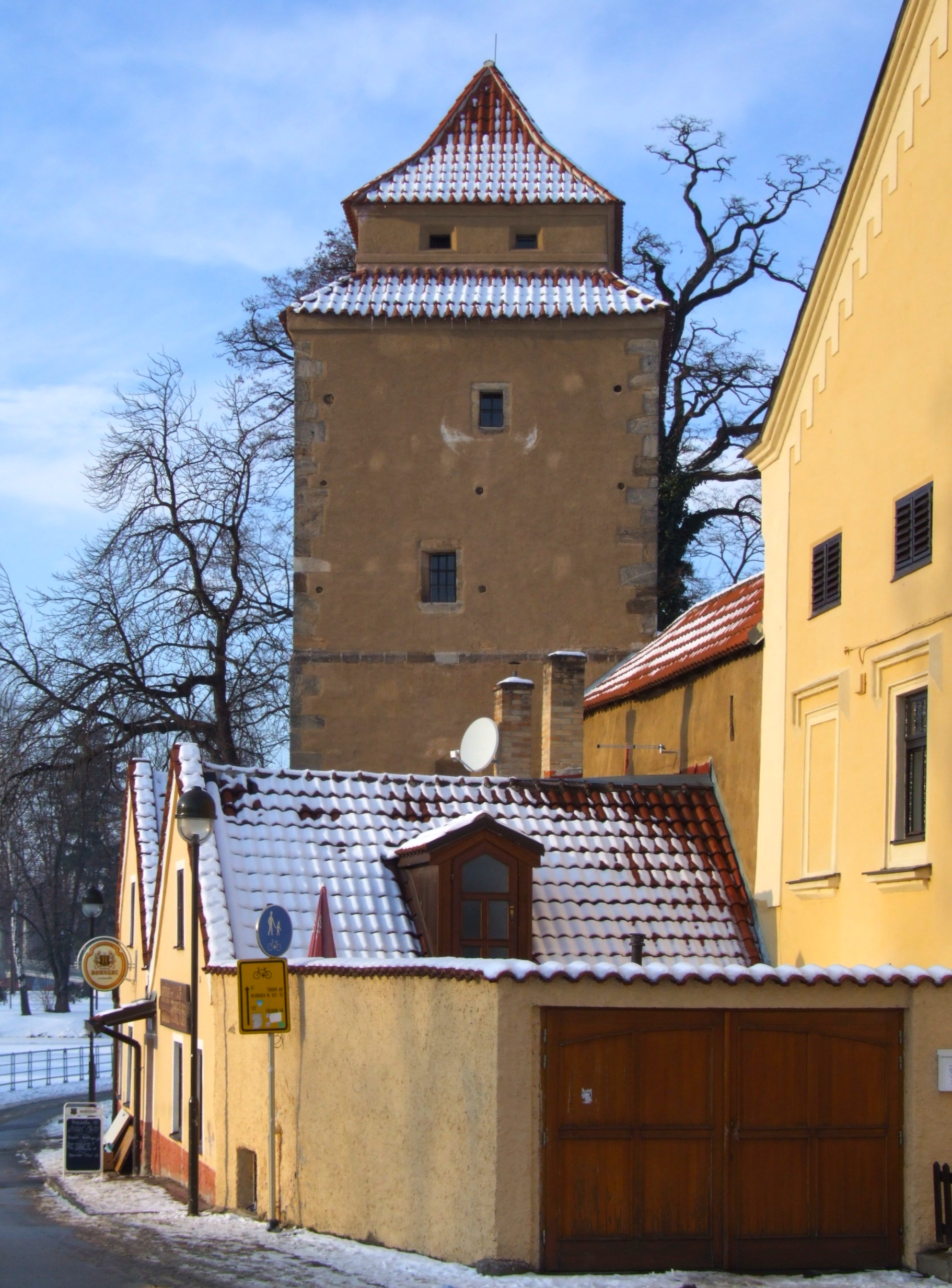
Železná panna
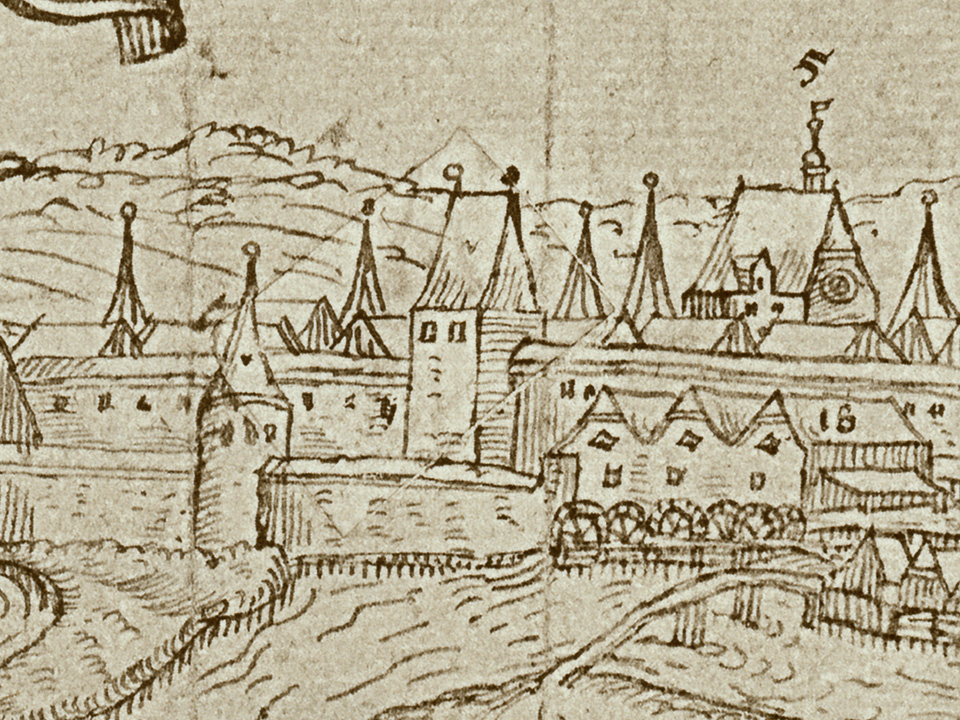
Lauseck
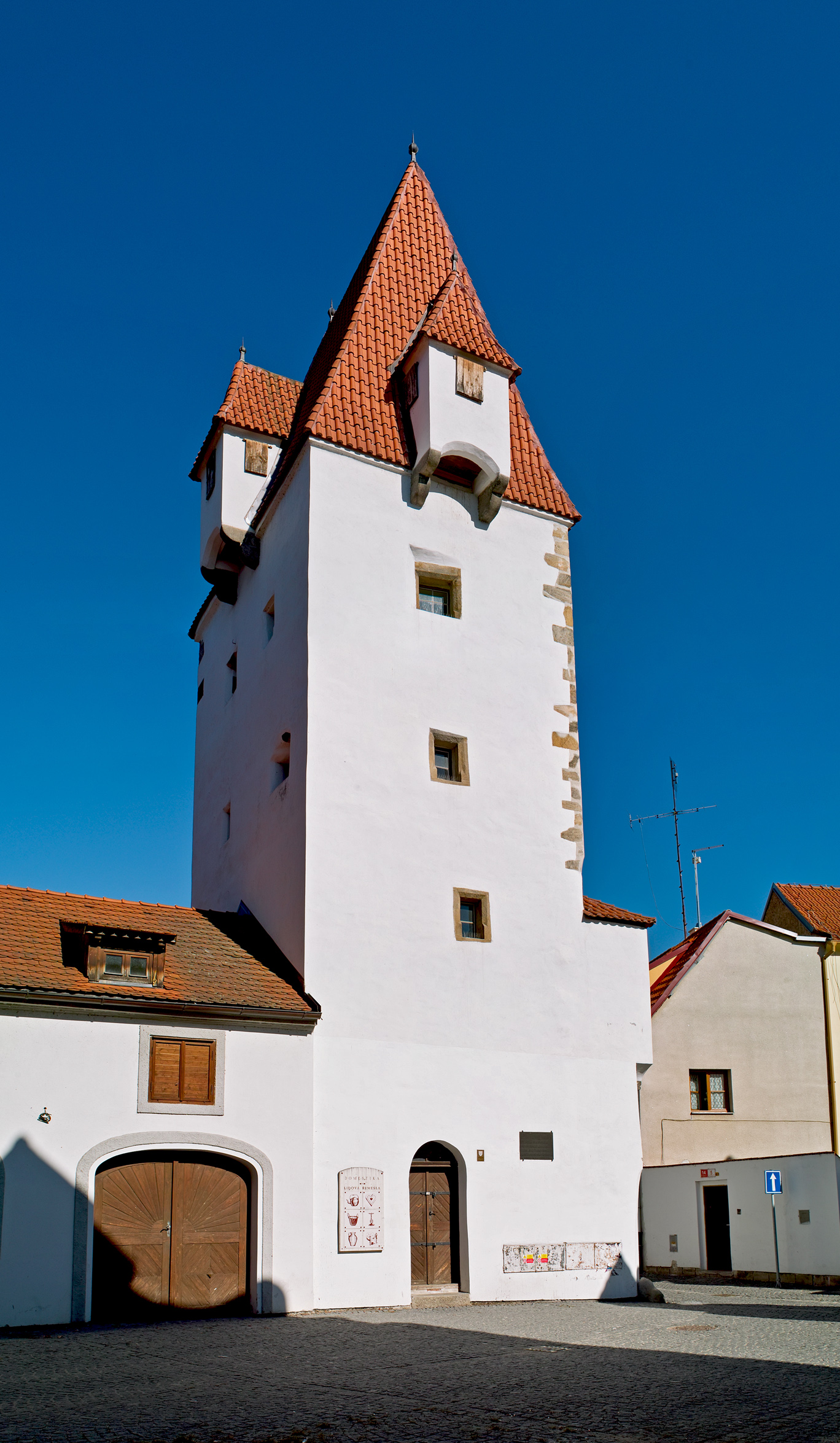
Rabenštejnská věž

## Renezanční opevnění

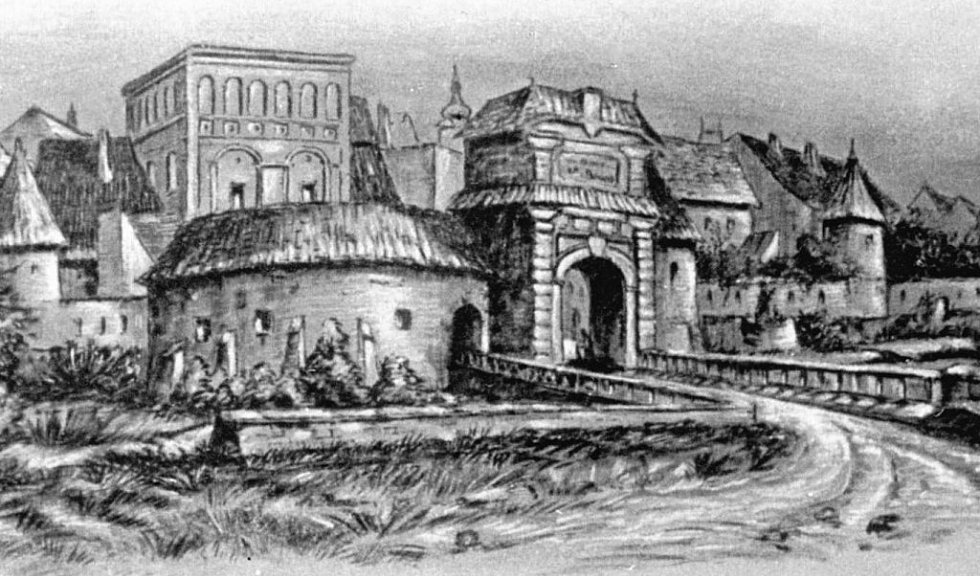
Pražská brána (hranolová věž v pozadí vlevo) s renezančním barbakánem

Vlnu stavebních prací na počátku 16. století iniciovala povodeň v roce 1512, která opevnění poškodila. Krom oprav došlo k významnému posílení hradebního systému.

### terciární hradba
V úseku od Rabenštejnské věže (po směru hodinových ručiček) po Rožnovskou bránu vznikl před korytem Mlýnské stoky třetí pás hradeb (zhruba v polovině šíře současných Sadů). Tuto zeď zpevňovaly půlkruhové a polygonální dovnitř otevřené bašty připravené pro použití palných zbraní.

### Brány a barbakány
Do konce první poloviny 16. století byla posílena předbraní stavbou podkovovitých nebo kruhových barbakánů s vlastními barbakánovými branami. V barbakánu Pražské brány vznikly domky a obchůdky. Všechny tři hlavní městské hradby v 16. století zaznamenaly významnější přestavby.

## Barokní opevnění

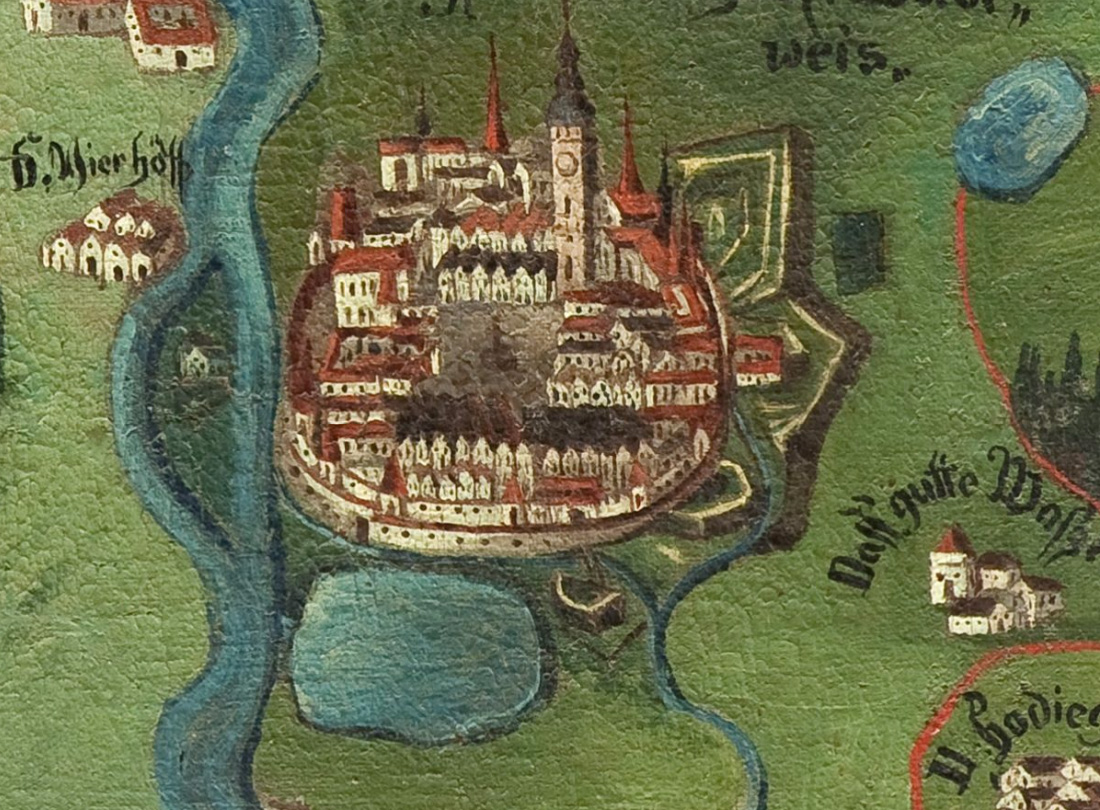
Schematizované barokní raveliny a Krumlovský rybník na mapě schwarzenberských panství z roku 1711

Práce v 17. století inicioval velký požár města v roce 1641, který poškodil existující systém opevnění včetně Pražské a Svinenské brány. Krom oprav došlo i na moderní prvky připravující město na nové způsoby boje. Práce probíhaly mezi lety 1641 a 1666 a na starost je měli stavitelé Francesco Canevale a Giovanni Cipriani.
Před renezanční hradbou (v místě současného parku Sady) vznikly nové vodní příkopy a trojboké a pětiboké barokní raveliny určené k palbě z těžkých zbraní. Umístěny byly v okolí barbakánu Pražské brány (dnes okolí křižovatky Na Sadech × 28. října), v oblouku současné ulice Na Sadech u Polikliniky sever a Besedy, v oblouku současné ulice Na Sadech u křižovatky s Rudolfovskou, v okolí barbakánu Svinenské brány (širší okolí současného meteorologického sloupu na Senovážném náměstí), na severním konci současné Dukelské ulice (dřevěné pódium Leninových sadů až po severní část budovy Jihočeského muzea), před Zlatým mostem (mezi sochou Panny Marie Budějovické a současným Justičním palácem, tehdy Krumlovským rybníkem). Dvojici ravelinů umístili stavitelé také na Sokolský ostrov. Poslední se nacházel v jižní části současného školního areálu na Husově třídě poblíž domu U Zelené ratolesti. Ke konci fáze stavby barokního opevnění byla opravena i zanedbaná a za tragických okolností zřícená bašta Teufelsturm.

## Kvalita a údržba
V některých úsecích nedosahovalo hradební zdivo dostatečné kvality. Již v roce 1390 je doloženo stržení několika set metrů hradebního prstence a jeho přestavba. Jako problematická se ukázala též hradba v oblasti současného divadla, při jehož stavbě se počítalo s jejím využitím jakožto jedné ze stěn nové budovy. Bylo však zjištěno, že zdivo v tomto úseku je nižší kvality, skládá se z menších kamenů spojených nekvalitní maltou a je prakticky bez základů. Muselo být proto odstraněno. V důsledku nedostatečné údržby se v 16. století zřítila jedna z hradebních věží na sousední dům, ve kterém pohřbila téměř celou rodinu. 12. června 1661 se zhroutila neudržovaná věž Teuffel, zabila ženu a zranila dvě děti.

## Útoky na České Budějovice

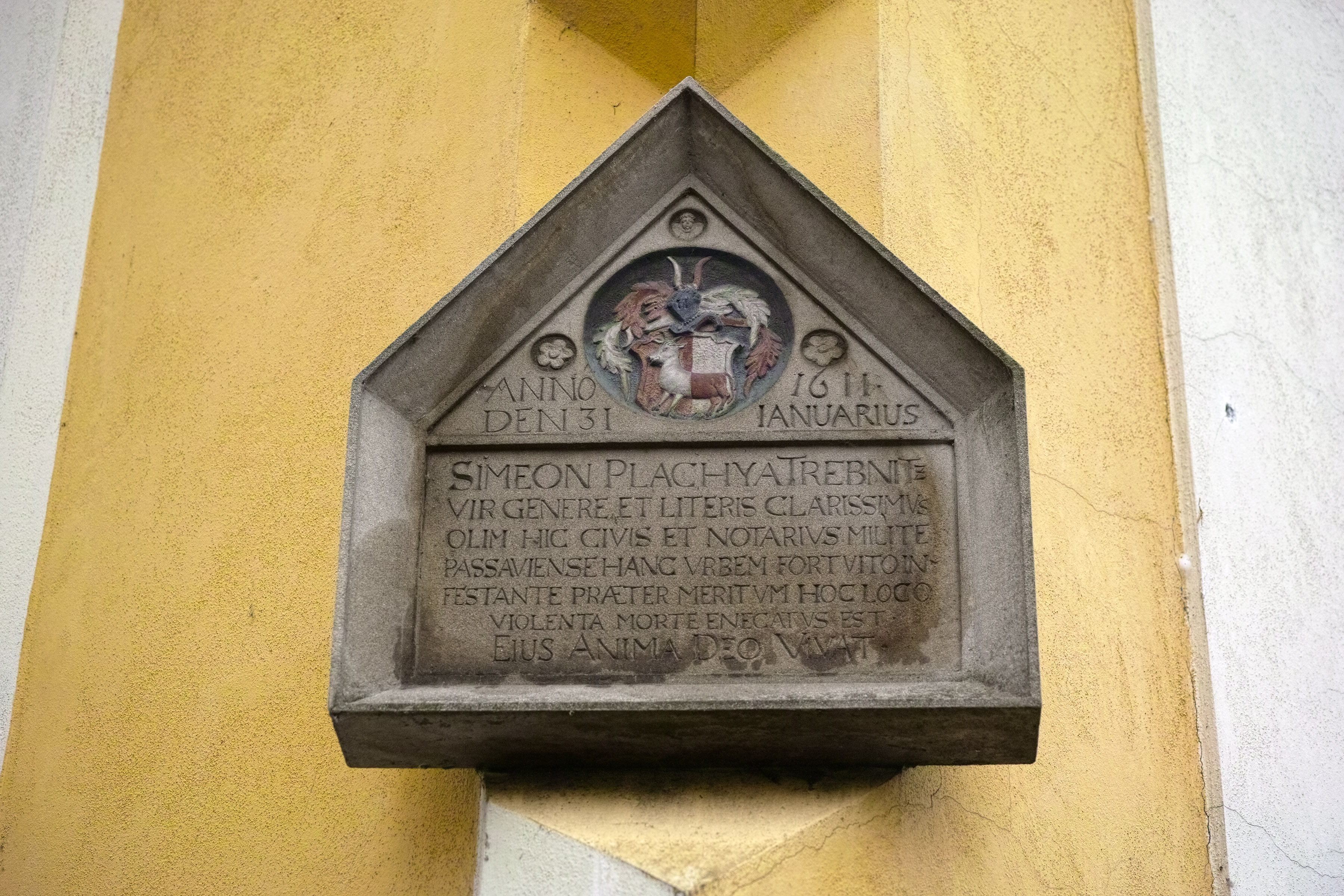
Pamětní deska Šimona Plachého zastřeleného 1611 při vpádu pasovských; původně umístěná na Pražské bráně

### Před dostavbou hradeb
- 1277 – útok Vítkovců[1]
- 1279 – útok Vítkovců (zpustošení města)[1]
- 1289 – útok Vítkovců

### Po dostavbě hlavní hradby
- 1304 – Albrecht I. Habsburský se při tažení Čechami město ani nepokusil dobýt[1]
- 1318 – Petr I. z Rožmberka obléhání města vzdal[1]
- ~1400 – Jindřich III. z Rožmberka město opakovaně neúspěšně obléhal
- 1420 – Jan Žižka z Trocnova se při podzimním tažení městu vyhnul
- 1611 – při vpádu pasovských bylo město dobyto lstí[11]
- 1618 – město odolalo stavovské armádě Jindřicha Matyáše hraběte z Thurnu[12]
- 1618–1619 – město odolalo stavovské armádě Georga Friedricha hraběte von Hohenlohe[12]

## Spirituální ochrana

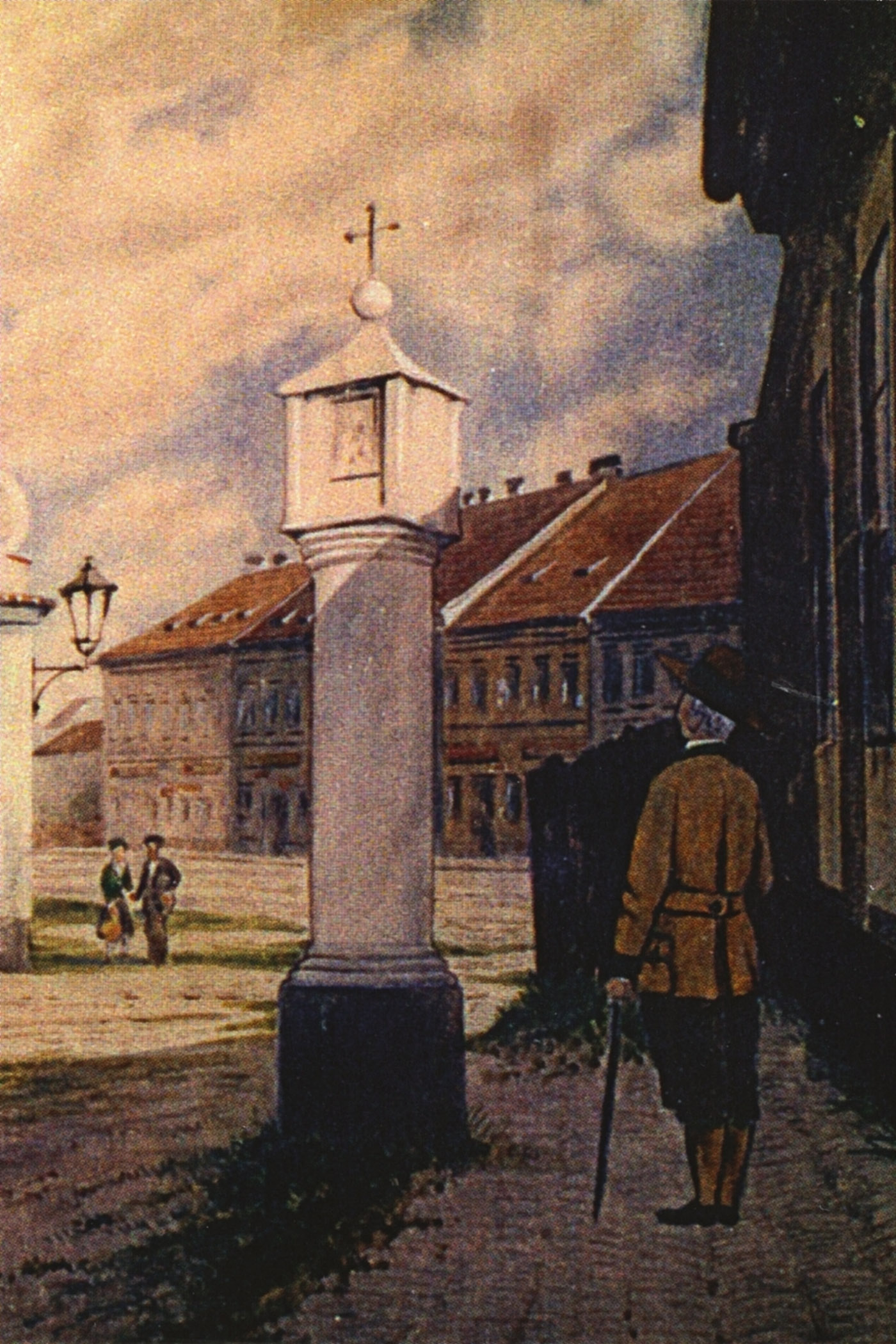
Sloup U Trojice

Kromě fyzického opevnění byly přístupy k městu chráněny duchovními symboly v podobě prvků dnes řazených mezi drobné sakrální památky. Zdenka Paloušová předkládá možnou souvislost mezi dvojicí božích muk pocházejících z konce 15. nebo průběhu 16. století. Oboje nabývala stejného provedení v podobě nezvykle mohutných válcových sloupů. Jeden stál u špitálu svaté Trojice při Pražské silnici, druhý u jižního okraje Krumlovského rybníka při Linecké silnici. První tedy „střežil“ přístupovou cestu ze severu, druhý přístupovou cestu z jihu. Oba zanikly pravděpodobně ve 20. století.
Před každou z hlavních městských bran byla v první polovině 18. století instalována socha patronky a ochránkyně města, Panny Marie Budějovické: 1715 před Rožnovskou bránu na Zátkovo nábřeží, 1716 Mariánské sousoší před Pražskou bránu do oblasti pozdějšího Mariánského náměstí a v roce 1746 před Svinenskou bránu do prostoru pozdějšího Senovážného náměstí. Tyto sochy před branami byly záhy, v souvislosti se sílícím kultem, doplněny sochami svatého Jana Nepomuckého umístěnými na mosty před branami: 1723 vznikla socha pro Zlatý most před Rožnovskou branou, v roce 1724 je uváděna (již) obnova sochy na mostě před Pražskou branou (toto dílo po pádu 1773 nahradila socha nová) a v roce 1745 je doloženo usazení sochy zřízené nákladem města na most před Svinenskou branou.
Na rozdíl od sloupů se sochy (s výjimkou padlé roku 1773) dochovaly, většině však po zániku hradeb bylo určeno nové místo.

## Využití hradebních prvků k novým účelům

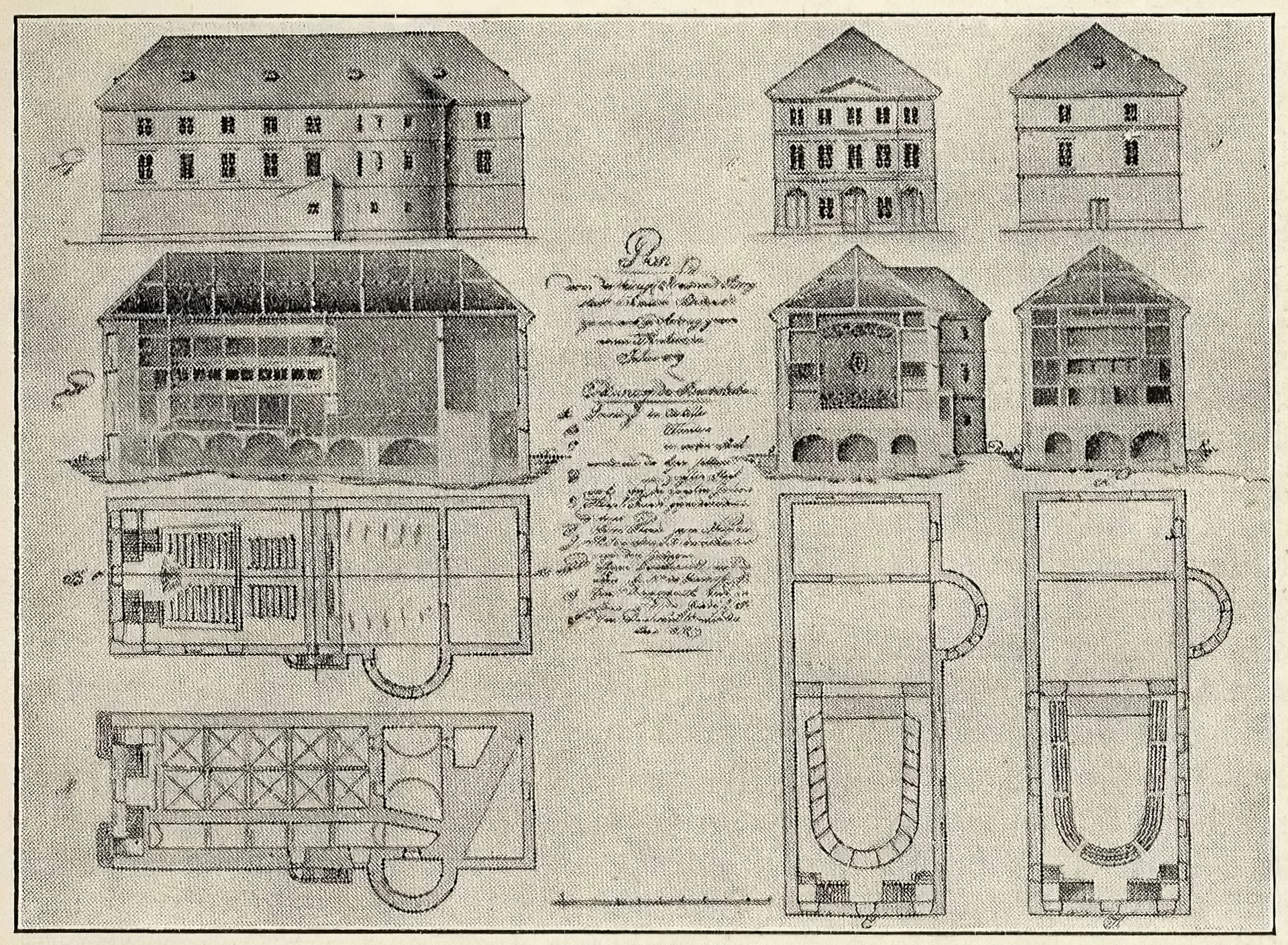
Martin Schmidtschläger zakomponoval Bílou věž do návrhu budovy Jihočeského divadla, díky čemuž se dochovala

Klesající bezpečnostní rizika, ale i praktické důvody, vedly k úpravám zdí, bašt i samostatných věží k novým účelům. Mezi lety 1390–1529 sídlil v neupřesněné věži u Rybářské brány městský kat. V roce 1529 se přestěhoval do Katovské věže na nábřeží Malše. Za poslední vlny fortifikace v barokní éře byl v nově rekonstruované baště Teufelsturm zřízen byt druhého strážného Pražské brány (1666). Z dalších byly k obytným účelům upraveny Manda (v 18. nebo 19. století), od konce 18. století Polygonální bašta a od 19. století Otakarka.
V roce 1709, po zřícení věže u konventu, nabídli dominikáni provedení rekonstrukce výměnou za její užívání. Parkánová bašta před Otakarkou byla po vzniku biskupské rezidence upravena 1797–1813 jako zahradní atrakce – Gloriet. Roku 1819 zahrnul inženýr Martin Schmidtschläger Bílou věž do stavby Jihočeského divadla, v současnosti je její přízemí využíváno jako ladírna. Kruhová bašta se patrně v 1. polovině 19. století spojila s areálem solnice / kamerálního úřadu a byla využívána jako úřadovna. V Rabenštejnské věži prováděl na přelomu 19. a 20. století městský lékař zdravotní prohlídky prostitutek, v současnosti se využívá jako muzeum. To funguje i ve věži Železná panna.

## Demolice opevnění

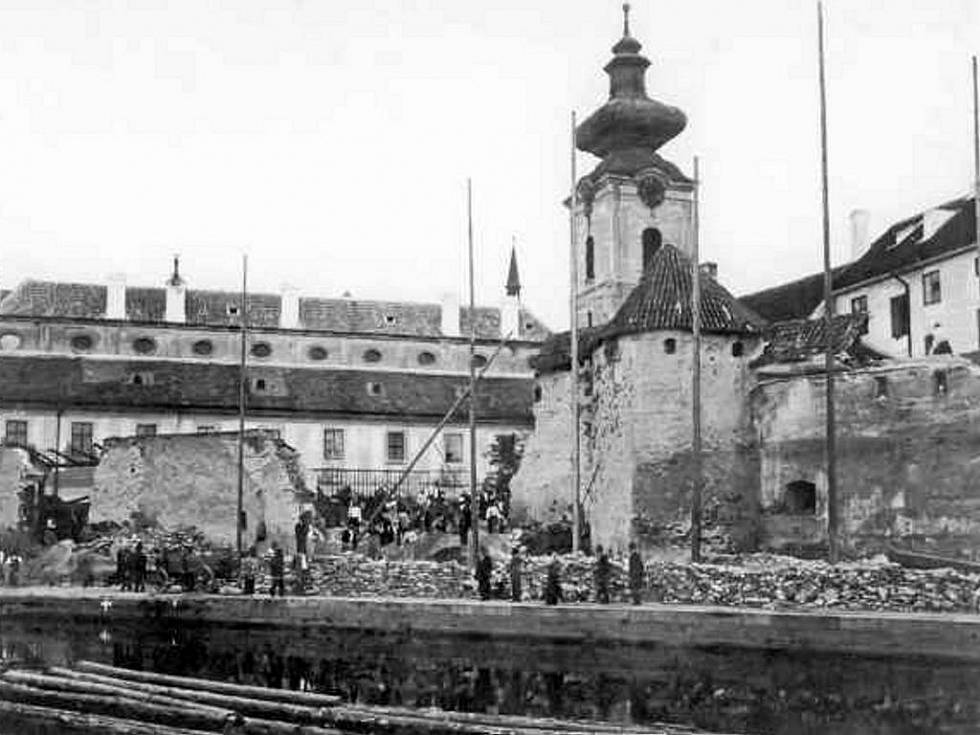
Bourání hradeb a Klínovité bašty u Slepého ramene v roce 1902

Hlavní fáze demolice hradebních prvků byla zahájena roku 1825 (dílčí kroky proběhly dříve). V tomto roce začalo město rozprodávat opevnění a bašty na stavební materiál. Za konec éry likvidace historického opevnění lze považovat rok 1912, kdy byla zbořena Katovská věž. Hradební prvky zanikaly (obvykle demolicí, v menší míře přestavbou) v následujícím chronologickém sledu:
- ~1800 – polygonální parkánová bašta přestavěna na Gloriet
- 1802 – Krumlovský rybník (vysušen)
- 1819 – Bílá věž vestavěna do budovy divadla, hradby zbourány (pro nekvalitní zdivo v tomto úseku nemohly být zakomponovány do budovy)[10]
- 1825 – zahájeno odstranění barokních ravelinů[1] ¹)
- 1825 – město prodává hradby a bašty, které jsou novými majiteli rozebírány na stavební materiál, zaniká např. Teuffel
- 1825 – Rauscher (možná později v 1. polovině 19. století)
- 1829 – Břidlicová věž
- 1838 – probourány hradby na konci České ulice, aby tudy mohla být po dřevěném můstku přes Mlýnskou stoku vedena koněspřežka[15]
- 1844 – Rožnovská brána
- 1845 – Svinenská brána
- 1867 – Pražská brána
- 1870 – rozhodnuto o odstranění barokních ravelinů[7] ¹)
- 187x – Lauseck
- 1872 – Rybářská brána
- 1875 – renezanční barbakán (bývalé) Pražské brány
- 1880 – stržení renezančního klenutého mostu přes Mlýnskou stoku u (bývalé) Pražské brány
- 189x – Pergula
- 1897–1898 – Dobrovodský potok a Vrátecký potok odkloněny do slepých ramen Vltavy
- 1902 – Klínovitá bašta
- 1904 – Manda
- 1912 – Katovská věž
- 1927–1931 – regulace soutoku, vznik Slepého ramene

¹) Ještě v květnu 1875 musela alespoň část barokních hradeb existovat, neboť je uváděno otevření kiosku se sodovkou v ravelinu u mostku k Židovské ulici (dnes ulice U Černé věže). Ravelin však nemohl existovat po roce 1882, neboť tehdy na jeho místě vznikla velká Schwarzova fontána v souvislosti s budováním parku Sady.

### Kritika
Demolice hradebních zdí a prvních bašt v roce 1825 souvisela s prodejem pozemků (a staveb na materiál). Demolice bran byla oficiálně zdůvodňována snahou lokality „provětrat a ozdravit“. Bourání věží pak město dávalo do souvislosti s přístupností, „z ohledů komunikačních“ ap., ačkoli silnice byly v případě věží jako Manda, Rauscher aj. vybudovány mimo místo, kde tyto věže stály. Některé věže tak zanikly zbytečně. Odstranění věže Lauseck radnice vysvětlila výstavbou kanalizace.
Německé osazenstvo radnice ignorovalo stanoviska komise pro zachování uměleckých a historických památek. V případě věže Manda město na výzvu komise reagovalo až poté, co se rozběhly demoliční práce komentářem, že bourání „se také již provádí“. Přístup města k památkám vyvolal odezvu v podobě ostré kritiky odborné veřejnosti i dobových médií:
Kritiku časopisu Květy si vedení města odneslo za demolici Pražské brány v roce 1867:
| „                       | Ze starých bran, které Budějovice ještě před 30 roky měly, před dvěma roky padla předposlední za oběť vandalizmu. Tyto věžité brány, ačkoliv v 17. století modernisované, pocházejí se svými masivními gotickými věžmi se 14. století. S pádem této brány pochováno kus historie. […] | “ |
| — Květy, 19. srpna 1869 | |   |

Roku 1903 kritizoval list Budivoj odstranění Klínovité bašty a přilehlých hradeb:
| „                          | Zdejší obecní tatíci této bestii triumphans holdují udatně. Není divu: mají výtečný stavební úřad, jehož chefem býval dříve knihkupec, nyní pak gymnasijní ředitel a mají inženýry, kteří vystudovali vysokou školu technickou na Dobré Vodě. Proto také chlapíci loni zbořili krásnou baštu se špičatou prejzovou střechou, zbytek to bývalých městských hradeb, aby měli místo pro budovu německého gymnasia, ve slohu kasárnickém slátanou, čímž zároveň dali zastavěti rozkošný druhdy pohled na klášter a kostel Marianský v hladině Vltavy se zrcadlící. | “ |
| — Budivoj, 12. května 1903 | |   |

Následovala kritika přístavby komína na Rabenštejnské věži:
| „                          | Významná hradební věž u Marianských kasáren nezdála se zdejšímu stavebnímu úřadu patrně dost vkusnou a cennou a proto vysoko nad střechu dovolil vyhnati cihlový komín jako na nějaké tovární budově. Touto okrasou stala se starobylá věž rozhodně hezčí a není pochyby, až bude komín maltou ohozen a obílen, že bude tvořiti skvostný pendant ke krásné stavební památce. | “ |
| — Budivoj, 12. května 1903 | |   |

Demolice věže Mandy vyvolala kritiku adresovanou německému purkmistrovi Josefu Taschekovi:
| „                        | A proto, pane Josef, pryč s historickými památkami, pryč se starými braky, abcúg „Manda“: budějovické morče nepotřebuje dějepisných upomínek, jemu stačí plný břich a napěchovaná kapsa. | “ |
| — Budivoj, 8. dubna 1904 | |   |

Proti odstranění památek dlouhodobě protestoval konzervátor c. a k. Centrální komise pro zkoumání, soupis a ochranu památek Josef Braniš, který byl ve sporu s německým purkmistrem Taschekem podporujícím jejich bourání. Když na hodnotu gotických památek začali poukazovat i budějovičtí Němci, změnil Taschek svůj postoj a vytkl Branišovi, že proti jejich bourání neprotestoval důrazněji. Antonín Bašta označil zbourání českobudějovických bran a většiny hradeb za „ukvapené modernisování“.

### Nalezené trosky Rožnovské brány
Na jaře 2005 umožnil velmi nízký stav hladiny Malše kvůli opravám na horním toku nalezení trosek Rožnovské brány. Kamenných kvádrů s profilovanými římsami si  na dně řeky všiml Jaromír Schel, majitel budějovické prodejní Galerie Panská 1, při procházce se psem. Trosky byly vyzvednuty za pomoci Hasičského záchranného sboru a jeřábu firmy Remonst a vystaveny na nádvoří nedaleké pevnostní věže Železná Panna.